# Машкану (муниципалитет)
Машкану́ (исп. Maxcanú) — муниципалитет в Мексике, штат Юкатан, с административным центром в одноимённом городе. Численность населения, по данным переписи 2010 года, составила 21 704 человека.

## Общие сведения
Название Maxcanú с майянского языка можно перевести двояко: войско кануль с бородками или четыре обезьяны.
Площадь муниципалитета равна 911 км², что составляет 2,28 % от общей площади штата, а максимальная высота — 30 метров над уровнем моря, расположена в поселении Чактун.
Он граничит с другими муниципалитетами Юкатана: на севере c Селестуном, Кинчилем и Чочолой, на востоке с Копомой и Опиченом, на юге с Муной, и на западе с Алачо, а на юге с другим штатом Мексики — Кампече.

## Учреждение и состав
Муниципалитет был образован в 1900 году, но его границы менялись до 1935 года, в его состав входит 23 населённых пункта, самые крупные из которых:
| Код INEGI                  | Населённый пункт                                                                               | Численность населения (2005 год) | Численность населения (2010 год) |
| -------------------------- | ---------------------------------------------------------------------------------------------- | -------------------------------- | -------------------------------- |
| 048                        | Всего                                                                                          | 20830                            | 21704                            |
| 0001                       | Машкану (исп. Maxcanú) 20°34′59″ с. ш. 90°00′03″ з. д. (административный центр)                | 12387                            | 12621                            |
| 0011                       | Кочоль (исп. Kochol) 20°37′12″ с. ш. 90°09′34″ з. д.                                           | 1498                             | 1560                             |
| 0017                       | Сан-Рафаэль (исп. San Rafael) 20°42′16″ с. ш. 90°09′26″ з. д.                                  | 1127                             | 1252                             |
| 0021                       | Санто-Доминго (исп. Santo Domingo) 20°35′57″ с. ш. 90°06′53″ з. д.                             | 1159                             | 1234                             |
| 0006                       | Чунчукмиль (исп. Chunchucmil) 20°38′35″ с. ш. 90°12′50″ з. д.                                  | 941                              | 1091                             |
| 0020                       | Санта-Роса (исп. Santa Rosa (Santa Rosa de Lima)) 20°36′22″ с. ш. 90°05′19″ з. д.              | 874                              | 913                              |
| 0012                       | Параисо (исп. Paraíso) 20°40′32″ с. ш. 90°07′02″ з. д.                                         | 597                              | 656                              |
| 0002                       | Коауила (исп. Coahuila (Santa Teresa Coahuila)) 20°39′53″ с. ш. 90°10′13″ з. д.                | 571                              | 626                              |
| 0007                       | Гранада (исп. Granada (Chican Granada)) 20°34′34″ с. ш. 90°02′47″ з. д.                        | 427                              | 476                              |
| 0004                       | Чан-Чочола (исп. Chan Chocholá (Santa Eduviges Chan Chocholá)) 20°31′24″ с. ш. 90°02′17″ з. д. | 375                              | 373                              |
| 0010                       | Каначен (исп. Kanachén) 20°36′18″ с. ш. 89°53′12″ з. д.                                        | 338                              | 354                              |
| 0014                       | Сан-Фернандо (исп. San Fernando) 20°38′59″ с. ш. 90°04′04″ з. д.                               | 275                              | 281                              |
| 0018                       | Санта-Крус (исп. Santa Cruz) 20°35′04″ с. ш. 89°57′30″ з. д.                                   | 138                              | 129                              |
| 0003                       | Чактун (исп. Chactún (San José Chactún)) 20°31′27″ с. ш. 90°00′37″ з. д.                       | 112                              | 109                              |
| —                          | Прочие                                                                                         | 11                               | 29                               |
| Названия на карте Генштаба |                                                                                                |                                  |                                  |

## Экономика
По статистическим данным 2000 года, работоспособное население занято по секторам экономики в следующих пропорциях:
- производство и строительство — 40,6 %;
- торговля, сферы услуг и туризма — 36,7 %;
- сельское хозяйство и скотоводство — 21,1 %;
- безработные — 1,6 %.

## Инфраструктура
По статистическим данным 2010 года, инфраструктура развита следующим образом:
- протяжённость дорог: 256,4 км;
- электрификация: 97,3 %;
- водоснабжение: 96,1 %;
- водоотведение: 58,9 %.

## Достопримечательности
В муниципалитете можно посетить:
- церковь Богоматери, построенную в XVII веке;
- две часовни;
- бывшие асьенды: Санто-Доминго, Гранада, Санта-Роса и Чактун(es);
- археологический памятник цивилизации майя — руины Чунчукмиль.

## Фотографии

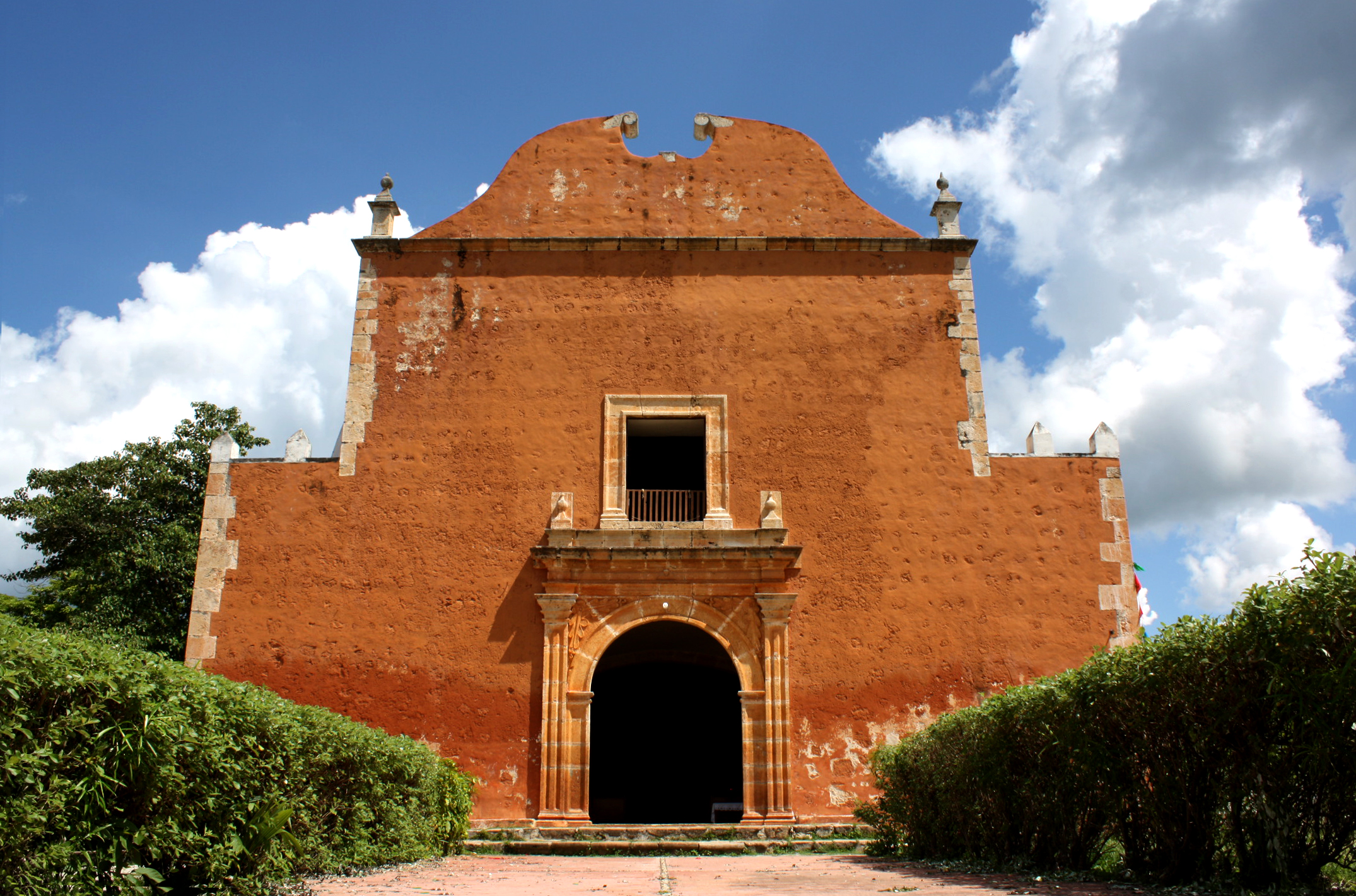
Церковь Архангела Михаила в Машкану
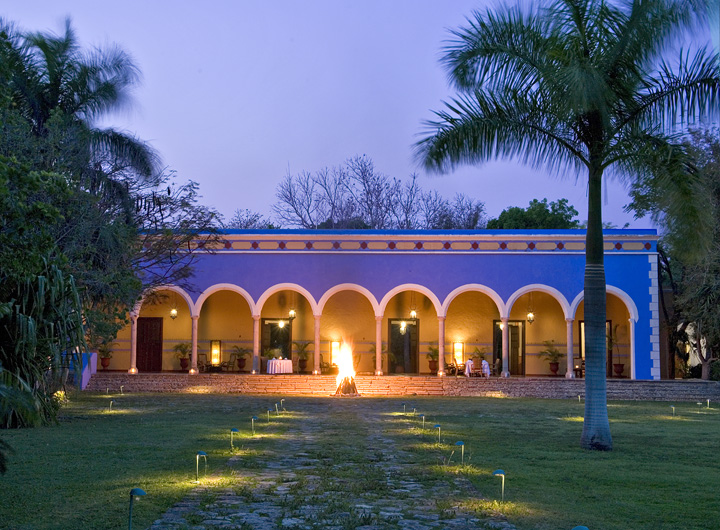
Особняк в бывшей асьенде Санта-Роса
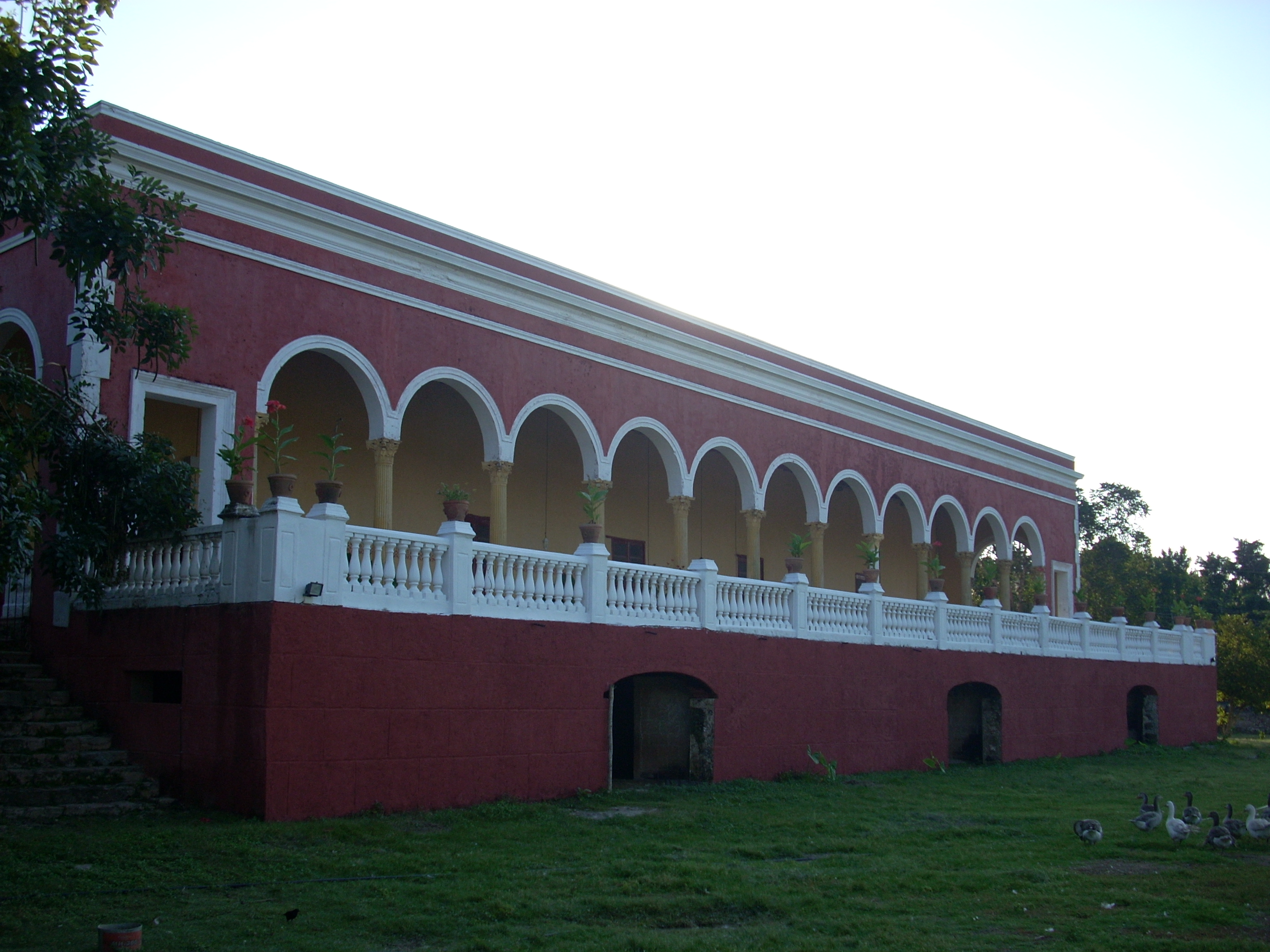
Особняк в бывшей асьенде Чактун